# NGC 1580
NGC 1580 este o galaxie spirală situată în constelația Eridanul. A fost descoperită în 18 ianuarie 1877 de către Édouard Stephan⁠(d). Se află la o distanță de 57,79 de megaparseci de Pământ.